# 21785 Мешен
21785 Мешен (21785 Méchain) — астероїд головного поясу, відкритий 21 вересня 1999 року.
Тіссеранів параметр щодо Юпітера — 3,237.